# Hailey Clauson
Hailey Clauson, née le 7 mars 1995, est un mannequin américain. 
Elle est l'une des trois top models sur la couverture alternative du Sports Illustrated Swimsuit Issue de 2016.

## Biographie
Hailey Clauson est élue mannequin du mois par Vogue en juin 2011. Elle défile pour Zac Posen ou Calvin Klein.
Elle a également défilé pour Diane von Fürstenberg, DKNY, ou Oscar de la Renta à la New York Fashion Week, bien quelle soit alors âgée de seulement 15 ans. On la voit dans des campagnes pour Topshop, Zara, Moussy ou Plein Sud ainsi que dans une vidéo de Jay-Z, Empire State Of Mind.
En 2014, Hailey Clauson apparaît dans la campagne d'Agent Provocateur Behind Closed Doors, sous l'objectif de Miles Aldridge.
Elle a été l'égérie de Dsquared2, Jill Stuart, ou encore Gucci,. 